# Tiangong-2
Tiangong 2 (en chino, 天宫二号; pinyin, Tiāngōng èrhào; literalmente, ‘Palacio Celestial 2’) fue un laboratorio espacial chino planificado y parte del programa de la estación espacial Proyecto 921-2. En principio Tiangong-2 se esperaba que fuera lanzado por la Administración Espacial Nacional China en 2015 para reemplazar el prototipo modular Tiangong-1, que fue lanzado en septiembre de 2011. En septiembre de 2014, su lanzamiento fue retrasado hasta el 2016.  Finalmente fue lanzada el 15 de septiembre de 2016. Fue planificada y ejecutada su reentrada a la atmósfera el 19 de julio de 2019.

## Historia
En 2008, la Oficina de Ingeniería Espacial Tripulada publicó una breve descripción del Tiangong-2 y su sucesor el Tiangong-3, indicando que varias naves espaciales tripuladas iban a ser lanzadas para acoplarse con el Tiangong-2. 
En marzo de 2011, el Gobierno Chino expuso que Tiangong-2 fue programado para ser lanzado en 2015 siguiendo la órbita del Tiangong-1. Una nave espacial de carga no tripulada se acoplará a la estación, permitiendo reabastecerse.
Tras varios retrasos en el programa, la estación fue finalmente lanzada el 15 de septiembre de 2016. Una vez en órbita, fue visitada por la misión tripulada Shenzhou 11 y la misión no tripulada de abastecimiento Tianzhou 1. Esa misión de reabastecimiento usó por primera vez la nave de reabastecimiento sin tripulación Tianzhou.
En julio de 2019, la Oficina de Ingeniería Espacial Tripulada de China anunció que planeaba desorbitar Tiangong-2 en un futuro próximo, pero no se dio una fecha específica. Posteriormente, la estación realizó una reentrada controlada el 19 de julio y se quemó sobre el Océano Pacífico Sur.

## Requisitos para su desarrollo
Las especificaciones esperadas de Tiangong-2 serán las siguientes:
- Tamaño de la tripulación: 3, con recursos vitales para 20 días.[7]
- Longitud: 14.4 m.[1]
- Diámetro máximo: 4.2 m.[1]
- Masa: 20000 kg.[1]